# エドモンド・パピノ
ジャック・エドモンド＝ヨゼフ・パピノ（Jacques Edmond-Joseph Papinot、1860年11月18日 - 1942年11月21日）はフランス人カトリック宣教師。パリ外国宣教会所属。佐渡、浅草、神田、麻布、京都、長崎、鶴岡等で教会建築に携わった。ローマ字版の聖歌編集を行い、フランス語及び英語による日本紹介を行った。

## 略歴
1860年11月18日フランス北東部のセーヌ河畔にある町シャロンで誕生。幼くして両親を亡くし祖母や従姉妹に育てられ、子供のための神学校を卒業。1885年にパリ外国宣教会に入会、1886年に司祭に叙階され、3ヵ月後の1887年（明治20年）1月に来日し、関東以北を管轄する北緯聖会に配属された。建築家でもあったパピノは同年4月より佐渡島の夷町（現在の両津市）の聖堂を設計。同年9月より浅草教会助任。同年10月より浅草教会聖堂建築。1888年（明治21年）4月神田教会の主任司祭として働き、巡回布教。1889年（明治22年）現在麻布教会がある場所に土地を借り受け、自身の設計により木造平屋建による和洋折衷の聖堂を建築した。1890年（明治23年）7月1日、聖堂は、オズーフ大司教により祝福された。パピノは、この麻布教会でもフランス語を教えながら活動した。その後、東京神学校で教師となり15年間多くの科目を担当したといわれる。1890年（明治23年）5月河原町教会完成。1891年（明治24年）神田教会を改築。同年8月より自身の設計により長崎市の中町教会建設に着手。1896年（明治29年）10月28日神田の天主堂完成。1897年（明治30年）9月中町教会竣工。1900年（明治33年）からは1903年（明治36年）竣工の山形県の鶴岡の聖堂設計に携わる。一方では1899年（明治32年）日本の歴史及び地理に関する辞典をフランス語で刊行。パピノは他にもローマ字版の聖歌編集の編纂を行うなど、幅広い知識を発揮し活躍した。1903年（明治36年）1月横浜の若葉町教会主任となる。1906年（明治39年）日本の歴史及び地理に関する辞典を英語で刊行。1911年（明治44年）9月に約25年間滞在した日本を離れ、1913年（大正2年）にはトゥシェ＝メルキュレの司祭、1914年（大正3年）から1919年（大正8年）まではソーヌ＝エ＝ロワール県のジヴリの司祭を務める。1919年（大正8年）からは香港へ赴任し、教会誌の発行などに尽力した。その後、1927年（昭和2年）フランスに戻り、パリ外国宣教会本部の出版物の編集業務を担当した。1942年（昭和17年）11月21日サン・ラファエルにて死去。